# Primer proceso de vacancia presidencial contra Pedro Pablo Kuczynski
El primer proceso de vacancia presidencial contra Pedro Pablo Kuczynski fue una acción iniciada por el Congreso de la República del Perú con la finalidad de declarar la «permanente incapacidad moral» de Pedro Pablo Kuczynski y con ello, la vacancia de la Presidencia de la República. Este suceso forma parte de la segunda etapa de la crisis política generada por el enfrentamiento entre el gobierno de Pedro Pablo Kuczynski y el Parlamento en el que la agrupación opositora, Fuerza Popular, tenía mayoría absoluta.
La también llamada "crisis presidencial" estalló luego de que se dieran a conocer documentos remitidos por la empresa Odebrecht a una comisión investigadora del Congreso, según los cuales dicha compañía había realizado años atrás pagos por servicios recibidos de las empresas First Capital y Westfield Capital, esta última de propiedad de Kuczynski. Dadas las sospechas de actos de corrupción que generaban este tipo de operaciones como consecuencia de las revelaciones del Caso Odebrecht, algunos representantes de la oposición en el Congreso solicitaron al presidente que renuncie o de lo contrario iniciarían el proceso legal para declarar la vacancia. El 14 de diciembre, mediante un mensaje a la Nación, el presidente anunció que no renunciaría y pidió levantar el secreto bancario de sus cuentas. Ese mismo día, mediante un oficio del Despacho Presidencial dirigido a la comisión congresal que se ocupa del caso Lava Jato en el Perú, solicitó reunirse con esta el 22 de diciembre.
El pedido de vacancia se inició con la admisión de una moción presentada por 27 legisladores, principalmente de Fuerza Popular, Frente Amplio y APRA. El 15 de diciembre se aprobó la admisión de la moción para iniciar el proceso de declararoria de la «permanente incapacidad moral» de Kuczynski con 93 votos a favor, 17 en contra y cero abstenciones. La sesión para determinar la declaratoria de incapacidad moral y la de vacancia de la presidencia se realizó el 21 de diciembre desde las 09:30 h y duró aproximadamente 11 horas luego de la sustentación del presidente, la defensa legal de su abogado y el debate parlamentario. Para que se declare la vacancia se necesitaba de una mayoría calificada correspondiente a dos tercios del total de 130 congresistas (87 votos a favor), la cual no se alcanzó en la votación realizada ese mismo día, cuyo resultado fue de 79 votos a favor, 19 en contra y 21 abstenciones, con lo cual el pedido de vacancia fue rechazado.

## Antecedentes históricos
La vacancia presidencial por incapacidad moral es un procedimiento de destitución constitucional que ha sido aplicado de manera extraordinaria a lo largo de la historia republicana del Perú. En ese momento, solo se habían registrado tres casos: en 1823, al presidente José de la Riva-Agüero; en 1914 al presidente Guillermo Billinghurst; y en el 2000 al presidente Alberto Fujimori.
| |
| José Mariano de la Riva-Agüero y Sánchez Boquete (vacado por negarse a trasladar el gobierno peruano a Trujillo durante la guerra de independencia en 1823) |

|                                                                                          |
| Guillermo Enrique Billinghurst Angulo (vacado por intentar disolver el congreso en 1914) |

| |
| Alberto Kenya Fujimori Fujimori (vacado por su renuncia no reconocida tras su fuga por el destape de casos de corrupción durante su gobierno en 2000) |

## Contexto

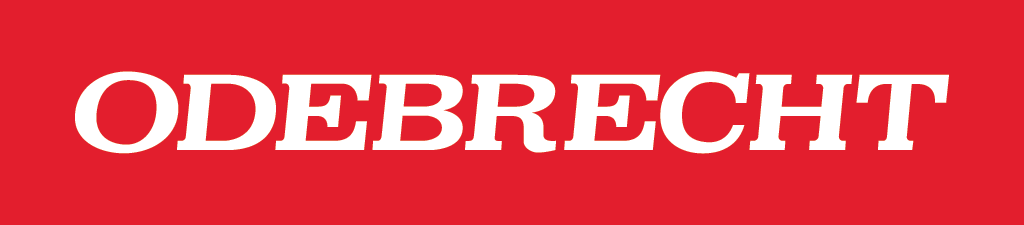
La empresa Odebrecht es acusada de haber realizado pagos de sobornos en el Perú.

En diciembre de 2016 se publicó un documento del Departamento de Justicia de los Estados Unidos que revelaba que la constructora brasileña Odebrecht había realizado pagos de sobornos a funcionarios públicos de 12 países (entre ellos el Perú) para ganar las licitaciones de obras públicas.

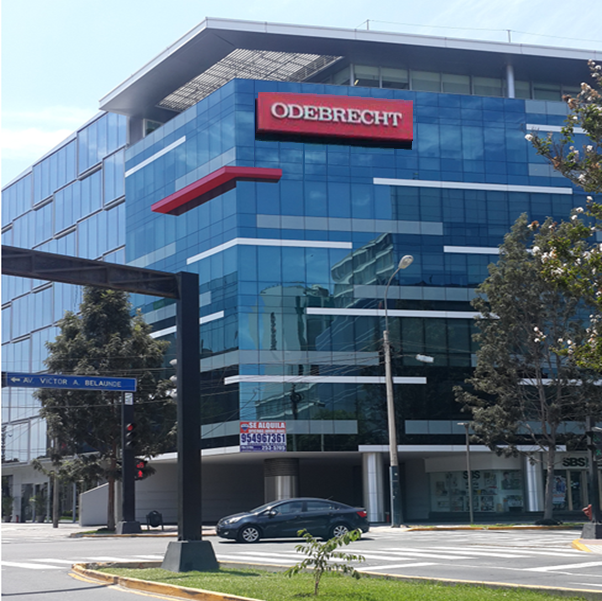
Local de la Organización Odebrecht en el distrito financiero de San Isidro.

En el caso del Perú, de acuerdo a las investigaciones judiciales, Odebrecht habría pagado aproximadamente 29 millones de dólares en sobornos a funcionarios, aunque es probable que el monto de las coimas y sobornos haya sido mucho mayor. Ello habría ocurrido entre 2005 y 2014, que corresponden a los gobiernos de Alejandro Toledo (2001-2006), Alan García (2006-2011) y Ollanta Humala (2011-2016). Ya desde noviembre de 2016, la Fiscalía en el Perú venía investigando el caso conocido desde Brasil como Operación Lava Jato.
Al conocerse la noticia, el presidente Kuczynski dijo que apoyaría en todo lo que sea necesario para la investigación. Negó estar involucrado en el escándalo de corrupción, cuando fue primer ministro y ministro de Economía del gobierno de Toledo entre 2004 y 2006.
Reiteradamente, Kuczynski negó haber tenido vinculación de cualquier tipo con Odebrecht, tanto en cuestiones laborales como con respecto al financiamiento de sus campañas a la presidencia de 2011 y de 2016. Al respecto, envió en octubre de 2017 un oficio a la comisión Lava Jato del Congreso en el cual explicaba los asuntos en las que podría ser consultado, y que respondería por escrito.
La negativa de Kuczynski de recibir en persona a la Comisión, se debía a que, según su versión, cuando en febrero de 2017 había recibido a la Comisión de Fiscalización (presidida por Héctor Becerril) había recibido una «recatafila de insultos espantosos», aunque la transcripción de lo hablado en la reunión lo desmiente. La bancada fujimorista insistió en exigir que las explicaciones los diera en persona e incluso impulsó un proyecto de ley para que un presidente de la República esté obligado a comparecer ante las comisiones del Congreso, lo cual, según los expertos constitucionalistas, no tiene sustento en la Constitución.
Hay que señalar que el principal partido de oposición Fuerza Popular (FP) o partido fujimorista contaba con mayoría abrumadora en el Congreso, mientras que el partido oficialista era minoritaria. Se arguye que el Caso Odebrecht vino siendo usado por FP contra Kuczynski para sacarlo del gobierno. Hay quienes sostienen también que el gobierno dirigió a la fiscalía, cuando el 7 de diciembre de 2017, por orden judicial se produjo el allanamiento domiciliario de dos locales de Fuerza Popular, uno ubicado en Cercado de Lima y otro en Surco. Ello, debido a indicios que apuntaban a que el partido fujimorista tenía doble contabilidad o contabilidad paralela para ocultar los aportes de Odebrecht a la campaña electoral de Keiko Fujimori, la líder de FP (investigada también por ese caso). Días después estalló la crisis por la vacancia presidencial.
El 13 de diciembre de 2017, la presidenta de la Comisión Lava Jato Rosa Bartra dio a conocer una información procedente de la empresa Odebrecht en la que esta aseguraba que Westfield Capital, una empresa de asesoría de banca de inversión, fundada y dirigida por PPK, había realizado siete consultorías para Odebrecht entre noviembre de 2004 y diciembre de 2007 por 782.207 millones de dólares, es decir, cuando Kuczynski fue primer ministro y ministro de Economía de Toledo.
La información revelaba también que otra empresa, First Capital, constituida por el chileno Gerardo Sepúlveda (socio de PPK), había realizado asesorías para Odebrecht entre el 2005 y 2013, recibiendo como pago a sus servicios US$4’043.941. Se sabía también que ambas empresas de asesoría compartían la misma dirección fiscal.
La información resultaba gravemente comprometedora para Kuczynski, quien siempre había negado haber tenido relaciones con la empresa Odebrecht, y porque los pagos a su empresa personal de consultoría se habían realizado cuando era Ministro de Estado (algo prohibido por norma constitucional).
Como agravante, provenían de una empresa como Odebrecht, que ahora se sabe que había pagado coimas para adjudicarse la concesión de obras precisamente bajo el gobierno de Toledo, cuando Kuczynski había sido ministro. El presidente anunció entonces que recibiría a la Comisión Lava Jato el día 22 de diciembre, pero este gesto fue considerado tardío, luego de haber insistido reiteradamente en responder solo por escrito.

"Estoy aquí para dar la cara, ni me corro, ni me oculto, ni tengo motivo para hacerlo. Yo tengo la obligación de dar una explicación. Han presentado reportes de la empresa Odebrecht de supuestos pagos por servicios que habría prestado a la empresa eso es falso"
Pedro Pablo Kuczynski, 14 de diciembre de 2017, Mensaje a la Nación

"No voy a abdicar ni a mi honor ni a mis valores ni a mis responsabilidades como presidente de todos los peruanos"
Pedro Pablo Kuczynski, 14 de diciembre de 2017, Mensaje a la Nación

El 16 de diciembre, la empresa Odebrecht manifestó que los contratos y pagos mencionados por la Comisión de Fiscalización del Congreso fueron lícitos y que por ello no habían entregado esta información al Ministerio Público, precisando en su misiva que "los servicios de asesoría y estructuración financiera brindados por First Capital y Westfield Capital corresponden a servicios efectivamente prestados a empresas de Odebrecht, y fueron debidamente pagados y contabilizados oficialmente. Los valores de dichos contratos estaban de acuerdo con las prácticas de mercados a la fecha. La contratación de dichos servicios ha sido gestionada exclusivamente por el señor Gerardo Sepúlveda".

## Marco jurídico
La vigente Constitución de 1993 establece en su artículo 113° que la Presidencia de la República vaca por:

1. Muerte del Presidente de la República.

2. Su permanente incapacidad moral o física, declarada por el Congreso.

3. Aceptación de su renuncia por el Congreso. 

4. Salir del territorio nacional sin permiso del Congreso o no regresar a él dentro del plazo fijado. Y

5. Destitución, tras haber sido sancionado por alguna de las infracciones mencionadas en el artículo 117.º de la Constitución.

Con relación a la vacancia por la causal de «permanente incapacidad moral o física», hasta el año 2004 no existía un procedimiento que estableciera claramente el modo de aplicación del artículo constitucional correspondiente, razón por la cual la Sentencia del Tribunal Constitucional N° 0006-2003-AI/TC fijó como criterio que la destitución del presidente de la república sólo podría ser aprobada con una votación calificada de cuando menos los dos tercios del número legal de congresistas, exhortando al Congreso a legislar sobre la materia a fin de llenar el vacío legal hasta entonces existente. En atención a ello, mediante Resolución Legislativa del Congreso N° 030-2003-CR se introdujo en el Reglamento del Congreso el artículo 89-A que reguló tal procedimiento en los siguientes términos:

«Artículo 89-A. El procedimiento para el pedido de vacancia de la Presidencia de la República, por la causal prevista en el inciso 2) del artículo 113 de la Constitución, se desarrolla de acuerdo con las siguientes reglas: 
 
a) El pedido de vacancia se formula mediante moción de orden del día, firmada por no menos del veinte por ciento del número legal de Congresistas, precisándose los fundamentos de hecho y de derecho en que se sustenta, así como de los documentos que lo acrediten o, en su defecto, la indicación del lugar donde dichos documentos se encuentren. Tiene preferencia en el Orden del Día y es vista antes que cualquier otra moción pendiente en la agenda. Recibido el pedido, copia del mismo se remite, a la mayor brevedad, al Presidente de la República. 
b) Para la admisión del pedido de vacancia se requiere el voto de por lo menos el cuarenta por ciento de Congresistas hábiles. La votación se efectúa indefectiblemente en la siguiente sesión a aquella en que se dio cuenta de la moción. 
c) El Pleno del Congreso acuerda día y hora para el debate y votación del pedido de vacancia, sesión que no puede realizarse antes del tercer día siguiente a la votación de la admisión del pedido ni después del décimo, salvo que cuatro quintas partes del número legal de Congresistas acuerden un plazo menor o su debate y votación inmediata. Si fuera necesario se cita, para este efecto, a una sesión especial. El Presidente de la República cuya vacancia es materia del pedido puede ejercer personalmente su derecho de defensa o ser asistido por letrado, hasta por sesenta minutos. 
El acuerdo que declara la vacancia de la Presidencia de la República, por d) la causal prevista en el inciso 2) del artículo 113 de la Constitución, requiere una votación calificada no menor a los 2/3 del número legal de miembros del Congreso y consta en Resolución del Congreso. 
e) La resolución que declara la vacancia se publica en el diario oficial dentro de las veinticuatro horas siguientes al de la recepción de la transmisión remitida por el Congreso. En su defecto, el Presidente del Congreso ordena que se publique en uno de los diarios de mayor circulación nacional, sin perjuicio de las responsabilidades a que hubiere lugar. 
 
f) La resolución que declara la vacancia rige desde que se comunica al vacado, al Presidente del Consejo de Ministros o se efectúa su publicación, lo que ocurra primero.».
Reglamento del Congreso.

De esta manera, quedó establecido que la votación calificada necesaria para poder vacar el cargo de presidente de la república, debe alcanzar un mínimo de 87 votos, que corresponde a los dos tercios del número legal de congresistas, considerando que en el congreso peruano el número legal de sus miembros asciende a 130.
Cabe señalar que, si bien la Constitución es clara al señalar la «permanente incapacidad moral o física» como causal de vacancia presidencial, por otro lado la propia Constitución señala también en su artículo 117° que el presidente de la República sólo puede ser acusado, durante su período, por traición a la patria; por impedir las elecciones presidenciales, parlamentarias, regionales o municipales; por disolver el Congreso, salvo en los casos previstos en el artículo 134 de la Constitución, y por impedir su reunión o funcionamiento, o los del Jurado Nacional de Elecciones y otros organismos del sistema electoral. Este artículo sería usado luego por el abogado del presidente Kuczynski durante su alegato de defensa ante el Congreso.

## Proceso de vacancia

### Aprobación en el Congreso de la moción para el inicio del proceso de vacancia
| Grupo parlamentario                         | Legisladores |
| ------------------------------------------- | --- |
| Fuerza Popular                              | Héctor Becerril (Lambayeque) Miguel Castro (Amazonas) Cecilia Chacón (Lima) Joaquín Dipas (Ayacucho) Miguel Ángel Elías (Ica) Mártires Lizana Santos (Lambayeque) Moisés Mamani (Puno) Juan Carlos Gonzales (Lima) Guillermo Martorell (Tacna) Dalmiro Palomino Ortiz (Apurímac) Daniel Salaverry (La Libertad) Milagros Salazar (Lima) Milagros Takayama (Lambayeque) Juan Carlo Yuyes (Tumbes) |
| Frente Amplio por Justicia, Vida y Libertad | Marco Arana (Cajamarca) Jorge Castro (Tacna) Hernando Cevallos (Piura) Edilberto Curro (Puno) María Elena Foronda (Áncash) Humberto Morales (Ayacucho) Zacarías Lapa (Huancavelica) Wilbert Rozas (Cusco) Rogelio Tucto (Huánuco) |
| Alianza para el Progreso                    | Edwin Donayre (Lima) |
| Célula parlamentaria Aprista                | Mauricio Mulder (Lima) Elías Rodríguez Zavaleta (La Libertad) |
| No agrupados                                | Roberto Vieira (Callao) |

La oposición al gobierno, liderada por Fuerza Popular, exigió la renuncia de PPK; caso contrario se le amenazó con declarar la vacancia de la Presidencia. Frente Amplio, por su parte, planteó que se procediera directamente a la vacancia. En la medianoche del 14 de diciembre, PPK, mediante un mensaje a la nación, negó las acusaciones y dijo que no renunciaría a su cargo. «Estoy aquí para decirles: no voy a abdicar ni a mi honor ni a mis valores ni a mis responsabilidades como presidente de todos los peruanos», expresó de entrada. En su defensa, aseguró no tener ninguna relación con la empresa First Capital, que era propiedad exclusiva de Sepúlveda, y que solo uno de los pagos mencionados tenían que ver con él, el fechado en 2012, cuando ya no era ministro de Estado; y que en cuanto a Westfield Capital, si bien reconoció que era su empresa unipersonal, afirmó que nunca estuvo bajo su dirección y administración mientras fue ministro de Estado, y que los contratos fechados en esa época los había firmado Sepúlveda, su socio. También señaló que todos los pagos a su empresa eran legales, estando debidamente registrados, facturados y bancarizados.

### Acusación de plagio en la moción de vacancia
Luego de la presentación de la moción de vacancia, transcendió en los medios de comunicación que el contenido la moción de pedido de vacancia presidencial habría sido parcialmente plagiada de los textos de los juristas Abraham García Chávarri y Víctor Hugo Montoya Chávez. Se descubrió que más de un párrafo de la moción congresal fue tomada de los textos antes señalados sin la debida cita o referencia bibliográfica. El Catedrático Abraham García Chávarri, uno de los autores plagiados, criticó al Congreso por este proceder, señalando que “es paradójico que la invocación a la vacancia por incapacidad moral termine siendo sustentada por una moción que también adolecería de alguna inmoralidad, al haber utilizado textos sin haber sido citados y textos manipulados para terminar siendo tergiversados”.

### Calificación de golpe de Estado
Pese a que la declaratoria de vacancia de un presidente es una atribución del congreso establecida en la Constitución peruana, el partido Peruanos Por el Kambio del Presidente Kuczynski calificó de «golpe de Estado» el intento de declarar la vacancia presidencial, responsabilizando de ello al partido fujimorista Fuerza Popular, de mayoría absoluta en el congreso. Posteriormente, el propio Kuczynski denunció que se encontraba en marcha un «golpe de estado disfrazado». En el mismo sentido se expresaron algunos periodistas y abogados, para quienes este proceso de vacancia calificaría como tal. Algunos medios de comunicación como el diario La República también calificaron de "intento de golpe" al fallido proceso de vacancia. Por el contrario, los promotores de la vacancia y otros juristas sostuvieron que el proceso de vacancia no es un golpe de Estado, sino un juicio político que requiere solamente la suma de votos.

### Defensa de Pedro Pablo Kuczynski
El 21 de diciembre de 2017, el presidente Kuczynski acudió al Congreso a ejercer su defensa, acompañado de su abogado Alberto Borea Odría. La defensa dio inicio con la alocución del propio presidente, quien negó los cargos imputados en su contra, señalando que ni su empresa (Westfil Capital) ni él contrataron alguna vez con el Estado, ya que las acusaciones en su contra se centran en un contrato legal, con servicios debidamente justificados y suscrito estrictamente entre privados. Asimismo, añadió que antes de asumir el cargo de ministro de estado de 2001 a 2002 y luego, entre el 2004 y el 2006, dejó la gestión de sus empresas y suspendió su actividad profesional, habiendo quedado completamente ajeno a las decisiones empresariales durante dicho periodo. En ese sentido, reiteró que se pone a disposición del Ministerio Público para que levante su secreto bancario y verifique cada uno de sus ingresos y gastos durante los últimos 15 años.
A su turno, su abogado Alberto Borea Odría señaló que el presidente de la República solo puede ser acusado durante su mandato por traición a la patria, por impedir las elecciones presidenciales, parlamentarias, regionales y municipales; o por disolver el Congreso, y que por tanto no se puede conseguir por la vía indirecta lo que está prohibido que se consiga por la vía directa. En ese sentido, manifestó que el Congreso estaba haciendo lo que la Constitución no permite, pues cualquier cosa que se tenga que probar tiene que tramitarse de acuerdo al proceso de infracción constitucional o al proceso de antejuicio penal, y no por la vía de la vacancia por declaratoria de permanente incapacidad moral. De otro lado, Borea hizo también una defensa política, poniendo en perspectiva el grado de representación real de los más de 70 congresistas del grupo fujimorista Fuerza Popular, precisando que "es inexacto hablar de una mayoría, como si esta mayoría que está en el Parlamento fuera la mayoría del país. Ustedes representan el 55,3% de este cuerpo legislativo y por eso tienen tanta fuerza, pero eso es producto de la distorsión del sistema de voto preferencial [...] en la práctica, en realidad, ustedes representan el 39% del país. Esa fue la votación que sacaron en la primera vuelta, donde ustedes fueron elegidos [...] por eso les digo que tienen que actuar con prudencia, porque esa es la verdadera realidad política del país". Asimismo, recordó también la corrupción del gobierno de Alberto Fujimori, donde señaló que no existió una verdadera separación de poderes.

### Votación del Congreso
Concluida la defensa del presidente Kuczynski, éste y su abogado se retiraron del Congreso, luego de lo cual inició el debate sobre la moción de vacancia. La votación se produjo a las 23:15 minutos del 21 de diciembre del 2017, tras casi 14 horas de debate, teniendo como resultado que no se alcanzara el mínimo de 87 votos necesarios para aprobarla, quedando por tanto rechazada. Los congresistas de Nuevo Perú, si bien marcaron su asistencia en el tablero del Congreso, procedieron a retirarse segundos antes de que iniciara la votación.

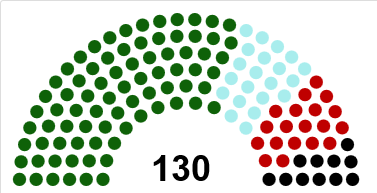
A favor: 79 congresistas
Abstenciones: 21 congresistas
En contra: 19 congresistas
Ausentes: 11 congresistas

| Bancada                      | A favor | En contra | Abstención | No votaron |
| ---------------------------- | ------- | --------- | ---------- | ---------- |
| Fuerza Popular               | 61      | 0         | 10         | 0          |
| Peruanos por el Kambio       | 0       | 18        | 0          | 0          |
| Nuevo Perú                   | -       | -         | -          | 10         |
| Frente Amplio                | 10      | 0         | 0          | 0          |
| Alianza para el Progreso     | 2       | 0         | 6          | 1          |
| Acción Popular               | 2       | 0         | 3          | 0          |
| Célula Parlamentaria Aprista | 3       | 0         | 2          | 0          |
| Independiente                | 1       | 1         | 0          | 0          |
| TOTAL                        | 79      | 19        | 21         | 11         |

| Alejandra Aramayo             | Fuerza Popular          | A favor    |
| Betty Ananculi                | Fuerza Popular          | A favor    |
| Carlos Domínguez              | Fuerza Popular          | A favor    |
| Carlos Ticlla                 | Fuerza Popular          | A favor    |
| Carlos Tubino                 | Fuerza Popular          | A favor    |
| Cecilia Chacón                | Fuerza Popular          | A favor    |
| César Segura                  | Fuerza Popular          | A favor    |
| Dalmiro Palomino              | Fuerza Popular          | A favor    |
| Daniel Salaverry              | Fuerza Popular          | A favor    |
| Edwin Vergara                 | Fuerza Popular          | A favor    |
| Elard Galo Melgar             | Fuerza Popular          | A favor    |
| Esther Saavedra               | Fuerza Popular          | A favor    |
| Federico Pariona              | Fuerza Popular          | A favor    |
| Francisco Petrozzi            | Fuerza Popular          | A favor    |
| Francisco Villavicencio       | Fuerza Popular          | A favor    |
| Freddy Sarmiento              | Fuerza Popular          | A favor    |
| Gilmer Trujillo               | Fuerza Popular          | A favor    |
| Gladys Andrade                | Fuerza Popular          | A favor    |
| Glider Ushñahua               | Fuerza Popular          | A favor    |
| Guillermo Martorel            | Fuerza Popular          | A favor    |
| Héctor Becerril               | Fuerza Popular          | A favor    |
| Israel Tito Lazo              | Fuerza Popular          | A favor    |
| Joaquín Dipas                 | Fuerza Popular          | A favor    |
| Juan Carlos Yuyes             | Fuerza Popular          | A favor    |
| Juan Carlos Del Águila        | Fuerza Popular          | A favor    |
| Juan Carlos Gonzáles          | Fuerza Popular          | A favor    |
| Karina Beteta                 | Fuerza Popular          | A favor    |
| Karla Schaefer                | Fuerza Popular          | A favor    |
| Leyla Chihuan                 | Fuerza Popular          | A favor    |
| Lucio Ávila                   | Fuerza Popular          | A favor    |
| Luis Alberto Yica             | Fuerza Popular          | A favor    |
| Luis Galarreta                | Fuerza Popular          | A favor    |
| Luis López Vilela             | Fuerza Popular          | A favor    |
| Luz Salgado                   | Fuerza Popular          | A favor    |
| Marco Miyashiro               | Fuerza Popular          | A favor    |
| Lourdes Alcorta               | Fuerza Popular          | A favor    |
| María Cristina Melgarejo      | Fuerza Popular          | A favor    |
| Úrsula Letona                 | Fuerza Popular          | A favor    |
| Mario Mantilla                | Fuerza Popular          | A favor    |
| Mártires Lizana               | Fuerza Popular          | A favor    |
| Miguel Ángel Torres           | Fuerza Popular          | A favor    |
| Miguel Castro                 | Fuerza Popular          | A favor    |
| Miguel Elías                  | Fuerza Popular          | A favor    |
| Milagros Salazar              | Fuerza Popular          | A favor    |
| Milagros Takayama             | Fuerza Popular          | A favor    |
| Modesto Figueroa              | Fuerza Popular          | A favor    |
| Moisés Mamani                 | Fuerza Popular          | A favor    |
| Nelly Cuadros                 | Fuerza Popular          | A favor    |
| Octavio Salazar               | Fuerza Popular          | A favor    |
| Osías Ramírez                 | Fuerza Popular          | A favor    |
| Paloma Noceda                 | Fuerza Popular          | A favor    |
| Percy Alcalá                  | Fuerza Popular          | A favor    |
| Rolando Reátegui              | Fuerza Popular          | A favor    |
| Rosa María Bartra             | Fuerza Popular          | A favor    |
| Roy Ventura                   | Fuerza Popular          | A favor    |
| Segundo Tapia                 | Fuerza Popular          | A favor    |
| Tamar Arimborgo               | Fuerza Popular          | A favor    |
| Víctor Albretch               | Fuerza Popular          | A favor    |
| Wilmer Aguilar                | Fuerza Popular          | A favor    |
| Wuiliam Monterola             | Fuerza Popular          | A favor    |
| Segundo Tapia                 | Fuerza Popular          | A favor    |
| Yesenia Ponce                 | Fuerza Popular          | A favor    |
| Marco Antonio Arana           | Frente Amplio           | A favor    |
| Edilberto Curro               | Frente Amplio           | A favor    |
| Edyson Morales                | Frente Amplio           | A favor    |
| Hernando Cevallos             | Frente Amplio           | A favor    |
| Jorge Castro                  | Frente Amplio           | A favor    |
| Justiniano Apaza              | Frente Amplio           | A favor    |
| María Elena Foronda           | Frente Amplio           | A favor    |
| Rogelio Tucto                 | Frente Amplio           | A favor    |
| Wilbert Rosas                 | Frente Amplio           | A favor    |
| Zacaria Lapa                  | Frente Amplio           | A favor    |
| Mauricio Mulder               | APRA                    | A favor    |
| Javier Velásquez Quesquén     | APRA                    | A favor    |
| Elías Rodríguez               | APRA                    | A favor    |
| Víctor Andrés García Belaunde | Acción Popular          | A favor    |
| Armando Villanueva            | Acción Popular          | A favor    |
| Benicio Ríos                  | Alianza por el Progreso | A favor    |
| Julio Rosas                   | Alianza por el Progreso | A favor    |
| Yeni Vilcatoma                | No agrupada             | A favor    |
| Kenji Fujimori                | Fuerza Popular          | Abstención |
| Lizbeth Robles                | Fuerza Popular          | Abstención |
| Bienvenido Ramírez            | Fuerza Popular          | Abstención |
| José Palma                    | Fuerza Popular          | Abstención |
| Clayton Galván                | Fuerza Popular          | Abstención |
| Estelita Bustos               | Fuerza Popular          | Abstención |
| Guillermo Bocángel            | Fuerza Popular          | Abstención |
| Maritza García                | Fuerza Popular          | Abstención |
| Sonia Echevarría              | Fuerza Popular          | Abstención |
| Marita Herrera                | Fuerza Popular          | Abstención |
| Richard Acuña                 | Alianza por el Progreso | Abstención |
| Marisol Espinoza              | Alianza por el Progreso | Abstención |
| Gloria Montenegro             | Alianza por el Progreso | Abstención |
| Eloy Narváez                  | Alianza por el Progreso | Abstención |
| César Vásquez                 | Alianza por el Progreso | Abstención |
| César Villanueva              | Alianza por el Progreso | Abstención |
| Yhony Lescano                 | Acción Popular          | Abstención |
| Miguel Román                  | Acción Popular          | Abstención |
| Edmundo del Águila            | Acción Popular          | Abstención |
| Jorge Del Castillo            | APRA                    | Abstención |
| Luciana León                  | APRA                    | Abstención |
| Alberto De Belaúnde           | Peruanos por el Kambio  | En contra  |
| Alberto Oliva                 | Peruanos por el Kambio  | En contra  |
| Ana María Choquehuanca        | Peruanos por el Kambio  | En contra  |
| Carlos Bruce                  | Peruanos por el Kambio  | En contra  |
| Clemente Flores               | Peruanos por el Kambio  | En contra  |
| Gilbert Violeta               | Peruanos por el Kambio  | En contra  |
| Gino Costa                    | Peruanos por el Kambio  | En contra  |
| Güido Lombardi                | Peruanos por el Kambio  | En contra  |
| Janet Sánchez                 | Peruanos por el Kambio  | En contra  |
| Jorge Meléndez                | Peruanos por el Kambio  | En contra  |
| Juan Sheput                   | Peruanos por el Kambio  | En contra  |
| Moisés Guía                   | Peruanos por el Kambio  | En contra  |
| Patricia Donayre              | Peruanos por el Kambio  | En contra  |
| Pedro Olaechea                | Peruanos por el Kambio  | En contra  |
| Salvador Heresi               | Peruanos por el Kambio  | En contra  |
| Sergio Dávila                 | Peruanos por el Kambio  | En contra  |
| Vicente Zevallos              | Peruanos por el Kambio  | En contra  |
| Mercedes Aráoz                | Peruanos por el Kambio  | En contra  |
| Roberto Vieira                | No agrupado             | En contra  |
| Alberto Quintanilla           | Nuevo Perú              | No votó    |
| Edgar Ochoa                   | Nuevo Perú              | No votó    |
| Horacio Zeballos              | Nuevo Perú              | No votó    |
| Indira Huillca                | Nuevo Perú              | No votó    |
| Manuel Dammert                | Nuevo Perú              | No votó    |
| Mario Canzio                  | Nuevo Perú              | No votó    |
| Marisa Glave                  | Nuevo Perú              | No votó    |
| Oracio Pacori                 | Nuevo Perú              | No votó    |
| Richard Arce                  | Nuevo Perú              | No votó    |
| Tania Pariona                 | Nuevo Perú              | No votó    |
| Edwin Donayre                 | Alianza por el Progreso | Ausente    |

Un hecho que sorprendió fue la abstención de 10 congresistas de la agrupación Fuerza Popular, una de las principales promotoras de la vacancia, quienes liderados por el parlamentario Kenji Fujimori (hijo del expresidente Alberto Fujimori) decidieron apartarse de la consigna de su partido, permitiendo que la moción fracasara. Posteriormente, voceros de Fuerza Popular indicaron que éstos serían sometidos a proceso disciplinario. Tres días más tarde, luego del fallido intento de vacancia, el 24 de diciembre de 2017 a las 18:00 horas Pedro Pablo Kuczynski anunció la aceptación del pedido de indulto humanitario para la libertad de Fujimori.

## Sondeos de opinión pública
Un sondeo a nivel nacional realizado por la empresa GFK en diciembre de 2017, dio como resultado que el 71% de encuestados opinaba que se debía investigar más al presidente antes de decidir si se le vacaba o no, mientras que solo el 26% estaba de acuerdo con que el Congreso procediera de inmediato a tomar una decisión. Sin embargo, cuando a los mismos encuestados se les preguntó sobre cuál debería ser el resultado de la votación ya programada para el 21 de diciembre, el 53% opinó que Kuczynski debería ser vacado contra el 43% que se opuso a esta medida. Asimismo, al interrogárseles sobre qué debería ocurrir en caso de que el presidente fuera vacado, el 54% opinó que los vicepresidentes deberían renunciar para así forzar la convocatoria de nuevas elecciones generales, mientras que el 41% opinó que debería asumir el mando alguno de los vicepresidentes, siguiendo la línea de sucesión presidencial.
Por otro lado, en una encuesta realizada entre el 13 y 15 de diciembre de 2017, la encuestadora IPSOS Perú reveló que el 57% de entrevistados opinaba que el presidente Kuczynski debía dejar el cargo, mientras que el 41% opinaba que debía continuar hasta la culminación de su mandato en 2021. Sin embargo, en caso de que el presidente fuera vacado, el 67% opinaba que se debería convocar a elecciones generales, mientras que solo el 30% se inclinaba por respetar la línea de sucesión presidencial a fin de que asumiera el mando el vicepresidente. Paradójicamente, al ser interrogados por la situación del Congreso, los mismos encuestados opinaban en un 61% que el presidente Kuczynski debería disolverlo y convocar a nuevas elecciones, mientras que el 36% consideraba que éste debería continuar hasta 2021.
Con posterioridad el intento de vacancia, una encuesta a nivel nacional de la empresa IPSOS Perú realizada entre el 27 y 28 de diciembre de 2017, reveló que el 38% de los entrevistados estaba conforme con el resultado del mismo (la no destitución del presidente), el 29% opinó que se debió aprobar la vacancia y que alguno de los vicepresidentes asumiera el mando, el 24% opinó que se debió producir la vacancia y además la renuncia de los dos vicepresidentes con la finalidad de que el presidente del congreso asumiera el mando interinamente y convocara a elecciones generales, mientras que el 9% no precisó respuesta alguna.